# Сандаловое масло

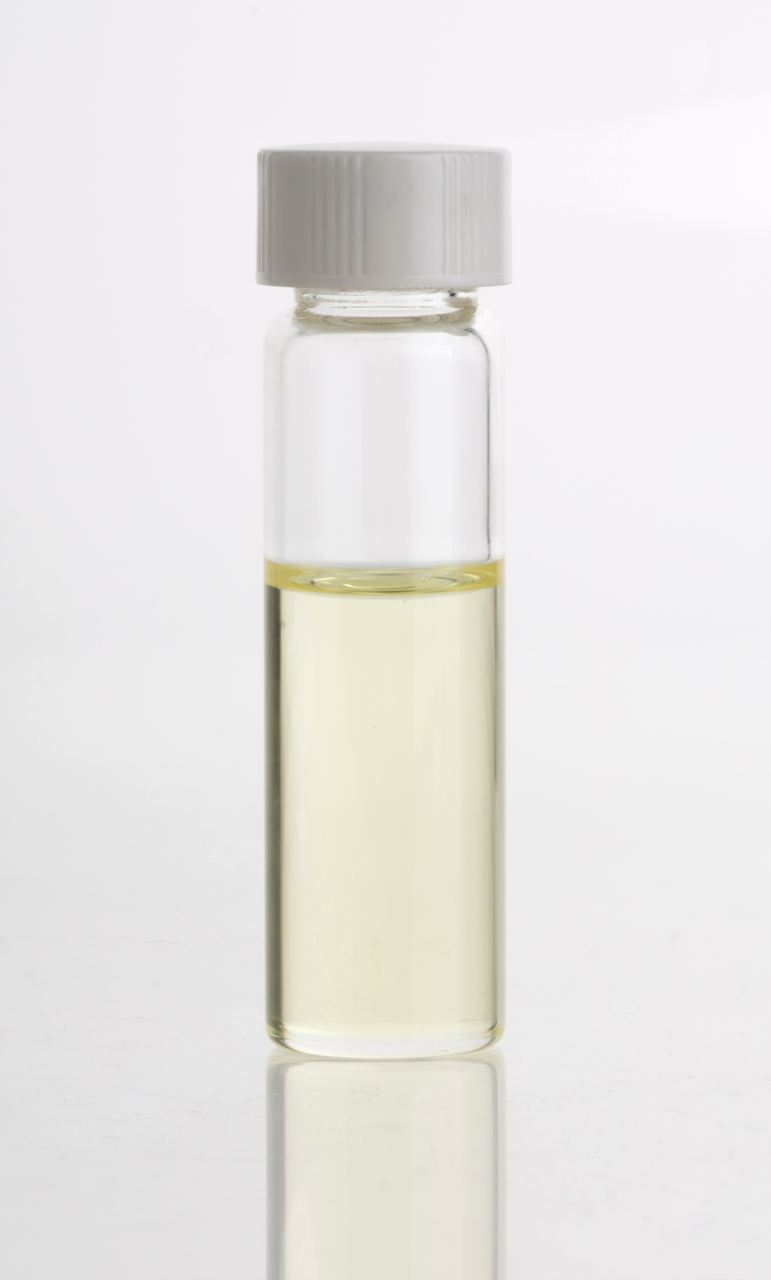
Стеклянный флакон с чистым эфирным маслом сандалового дерева.

Сандаловое, или санталовое, масло (англ. Sandalwood Oil, лат. oleum santali) — эфирное масло тропического дерева рода сантал, или сандал (лат. Santalum), древнее индийское средство для лечения многих кожных болезней и временных дефектов кожного покрова, получаемое из древесины вечнозелёного тропического дерева санталум белый методом паровой отгонки.
Санталум белый, который в диком состоянии встречается на Малайском архипелаге, издавна культивируется в Индии, где получил широкое распространение.

## Способы применения и свойства
Сандаловое масло используют в косметических и парфюмерных средствах и в ароматерапии. Масло сандалового дерева обладает антисептическими свойствами, очищает и тонизируют кожу, увлажняет её, защищает от вредного действия ультрафиолета. Его можно использовать при массаже, так как оно обладает успокоительным действием.
Современные медицинские исследования подтвердили способность сандалового масла подавлять воспалительные реакции и дезактивировать свободные радикалы. Сандаловое масло является ингибитором 5-липоксигеназы, а также снижает экспрессию интерлейкина 1b в кератиноцитах (противовоспалительный эффект). Сандаловое масло обладает антибактериальным действием и наиболее интересен тот факт, что оно эффективно против патогенных бактерий, устойчивых к современным антибиотикам. Например, эфирное масло сандала белого эффективно подавляет метициллин-резистентного золотистого стафилококка (Staphylococcus aureus), MRSA и VRSA инфекции. С точки зрения дерматологии очень важно влияние сандалового масла на бактерии, провоцирующие акне такие как Propionibacterium acnes, Staphylococcus epidermidis или Streptococcus pyogenes, которые участвуют в этиопатогенезе многих кожных заболеваний. Также была показана его эффективность против возбудителей грибковых инфекций, таких как Microsporum, Trichophyton и Epidermophyton, а также дрожжей рода Candida, что позволяет использовать его для лечения микозов и кандидозов. Сандаловое масло проявляет противовирусную активность, например, оно активно против вирусов простого герпеса HSV 1 и HSV 2. В дерматологии сандаловое масло также используется при лечении экземы, псориаза или атопического дерматита. Исследования, изучающие влияние ингаляции сандалового масла на сенную лихорадку, подтвердили его положительную реакцию на слизистую оболочку носа и снижение тяжести аллергии. Масло сандала способствует регенерации ран и уменьшает видимость шрамов. Длительное воздействие положительно влияет на пролиферацию и миграцию кератиноцитов, что способствует обновлению эпидермиса и регенерации кожи. Клиническое исследование показало, что применение мази, которая содержит 10%-30% эфирного масла сандала белого эффективно уменьшает выраженность или очищает кожу от бородавок .

Во флаконах чистое 100% натуральное эфирное масло сандала белого (Santalum album) из разных регионов Индии и Индонезии. Показаны цветовые вариации натурального сандалового масла

Многочисленные исследования показали противораковое действие сандалового масла или его основных компонентов на рак мочевого пузыря, полости рта и простаты. Способность индуцировать аутофагию и апоптоз кератиноцитов указывает на его возможное действие в предотвращении образования предраковых состояний кожи, а также их трансформации в рак кожи. Активация ранних антигенов против вируса Эпштейна-Барр также считается противораковым действием масла. Сообщалось о противораковом действии сандалового масла или его компонентов при раке молочной железы как в исследованиях на животных, в которых размер опухолей уменьшался, так и в клеточных линиях рака молочной железы MCF-7 и MCF-10A. В клинических испытаниях было показано, что крем, содержащий масло сандалового дерева и куркуму, снижает образование радиационного дерматита у женщин, подвергшихся воздействию радиации в рамках лечения рака молочной железы.
Популярно использование сандалового масла в ароматерапии для снятия стресса, симптомов депрессии и бессонницы. Исследования, проведенные на мышах, показали успокаивающее действие α-санталола на нервную систему посредством фармакологического переноса, о чем свидетельствует поступление этого компонента в головной мозг. Антидепрессивный эффект сандалового масла связан с прямой стимуляцией шишковидной железы после ингаляции, что приводит к высвобождению серотонина. Влияние санталола на бессонницу и сокращение времени пробуждения предполагает возможность использования сандалового масла для ингаляций у лиц пожилого возраста с деменцией.
Употребление сандалового масла внутрь до изобретения антибиотиков применялось для терапии некоторых венерических инфекций, хотя в настоящее время не является частым методом применения. Однако масло сандала безопасно и одобрено FDA и Европейским советом. Масло сандала используется в производстве пищевых продуктов, в котором он в основном служит ингредиентом, придающим пище желаемый вкус, и регулируется Управлением по санитарному надзору за качеством пищевых продуктов и медикаментов (FDA) и Европейским советом. Исследования на животных показали, что пероральное введение сандалового масла снижает уровень свободной глюкозы в крови и уровни общего холестерина, ЛПНП (вредного холестерина) и триглицеридов и оказывает поддерживающее действие при лечении системных заболеваний, таких как диабет. .

## Состав
Эфирное масло сандала белого содержит около 90% санталолов (сесквитерпеновых спиртов). Основными компонентами является альфа-санталол и бета-санталол, а так же многочисленные изомеры (epi-β-санталол, α-бергамотол (10.18%), нуциферол (7.07%), γ-элемен (3.64%), cis-ланцеол (2.74%) и т.д. Согласно международному стандарту от 2008 года ISO 3518, высококачественное эфирное масло сандала белого (Santalum album) должно содержать Z-α-santalol в пределах от 41 до 55% и Z-β-santalol от 16 до 24% (в сумме от 57% до 79%). Если содержание суммы этих двух главных изомеров в масле сандала меньше 57%, то оно является низкокачественным, а если больше - то высококачественным. Если учитывать минорные изомеры, то сумма санталовых спиртов в масле будет около 90% или выше. Раньше содержание санталолов определялось с помощью метода ацетилирования, который был низко чувствителен и мало специфичен и открывал крайне широкие возможности для фальсификации. В настоящее время применяется высокочувствительная газовая хроматография, а за показатели качества берутся не все санталовые спирты, а только альфа- и бета-санталол. .

## Характеристики аромата и цвет
Аромат масла сандала белого зависит от территории произрастания, возраста деревьев и метода дистилляции. В целом аромат описывается как сладковато-древесный маслянистый ненавязчивый, но стойкий, иногда с пряностью, мускусными, ореховыми, смолистыми и цитрусовыми оттенками (из-за наличия бергамотола в натуральном сандале). Масло, нанесенное на кожу раскрывает аромат постепенно. Характерной особенностью аромата натурального сандала являются переливы аромата и постепенное проявление в шлейфе нежных маслянисто-сливочных, молочно-кремовых нот, которые как правило отсутствуют на старте аромата. В отличие от натурального сандала, синтетические аналоги типа яванола, эбанола, санделы, полисантола, сандалора сразу же со старта дают этот мягкий подобный сливочному аромат, который звучит плоско и не воспроизводит полностью глубину звучания натурального сандала.
Цвет натурального масла сандала как правило варьирует от бледно-жёлтого, до насыщенно жёлтого, если масло в малом объёме (5-10 мл). В большом объёме (100—500 мл) цвет масла сандала выглядит гораздо темнее, например темно-жёлтый, темно-красным или насыщенным оранжевым, мутноватым. Подделки масла сандала, часто бывают совершенно бесцветными даже при большом объёме масла..

## История сандалового масла
Сандаловое масло использовалось в религиозных ритуалах, из сандалового дерева вырезали изображения богов, строили замки. Древние египтяне ввозили древесину и масло для использования в медицине, бальзамировании. В Индии применялось в курительных свечах для ослабления напряжения и перехода в состояние спокойствия и медитации.

## Фальсификация, производство и стоимость
Масло сандала является одним из самых фальсифицируемых в мире. Согласно проведенным исследованиям, практически весь ассортимент эфирного масла сандала, представленный в магазинах и аптеках, оказался либо синтетическими заменителями (яванол, эбанол, полисантол для имитации аромата), либо заменен на другие более дешевые эфирные масла (Амириса). При этом синтетические масла производители по прежнему снабжают этикеткой "100% натуральное эфирное масло сандала белого", что, по мнению исследователей, вводит в заблуждение покупателей и подвергает риску их здоровье. .
При определении фальсификата сандалового масло важное значение имеет страна производства. Все эфирные и косметические масла сандала, которые производятся на территории Египта, Сирии, Саудовской Аравии и других стран ближнего востока, являются синтетическими имитациями эфирного масла сандала белого. В этих странах деревья сандала белого не произрастают совсем. Индия и Индонезия, в которых произрастает основная популяция сандаловых деревьев, наложили запрет на экспорт древесины сандала белого, в результате чего производство эфирного масла в других странах не представляется возможным. Кроме того, как показало одно из исследований стоимость эфирного масла сандала белого высокого качества обычно не ниже 1850 рублей за 5 мл в Европе (данные на 2021 год). Если цена ниже, то крайне высока вероятность подделки .
В настоящее время экспорт древесины сандала белого и сандалового масла из Индии запрещён — до восстановления популяции деревьев. Из-за этого стоимость эфирного масла сандала белого и других разновидностей сандала выросла до более 2000 долларов США за 1 кг, а на торговлю этим продуктом в некоторых странах предлагают наложить запрет. Так же предприняты попытки спасти сандаловое дерево от исчезновения. В настоящее время в Индии на плантациях высажено сандала белого на площади более 30000 гектаров. По оценкам в с 2040 года с 1000 гектаров можно будет получать со зрелых 30-35 летних деревьев по 200 тонн эфирного масла в год. Предполагается, что Индия и Австралия к 2040 году будут основными поставщиками эфирного масла сандала белого.  .